# 高吉文代吉
高吉文代吉，是匈牙利包尔绍德-奥包乌伊-曾普伦州所辖的一个村。总面积12.32平方公里，总人口190，人口密度15.4人/平方公里（2011年1月1日）。